# Birgit Stolt
Birgit Stolt, född Paul 10 juni 1927 i Lübeck, död 12 april 2020 i Uppsala Helga Trefaldighets distrikt, Uppsala, var en svensk språkvetare och professor i tyska. Hon var känd för sin forskning om Martin Luther.
Stolt blev filosofie magister vid Uppsala universitet 1954, filosofie licentiat vid Stockholms högskola 1959 och filosofie doktor där 1964. Hon var folkskollärare i Överselö landskommun 1949–1951, docent vid Stockholms universitet 1964–1972, innehade forskartjänst i tysk retorik vid Humanistiska forskningsrådet 1973–1979, var professor i germansk filologi vid Aarhus universitet 1976–1977 och professor i tyska vid Stockholms universitet från 1980. Hon var korresponderande medlem av vetenskapliga rådet vid Institut für deutsche Sprache i Mannheim och var vicepresident i Internationale Vereinigung für Germanische Sprach- und Literaturwissenschaft 1980–1985. Hon var ledamot av Kungliga Vitterhetsakademien i Stockholm och av Kungliga Humanistiska Vetenskapssamfundet i Uppsala. 1996 promoverades hon till teologie hedersdoktor vid Uppsala universitet samtidigt som sin man.
Hon var från 1956 gift med docent Bengt Stolt (1923–2023).